# Hovgården (ort)
Hovgården är en tidigare småort i Ekerö kommun i Stockholms län. Hovgården ligger på Adelsö i Adelsö socken strax öster om utgrävningsplatsen Hovgården. Småorten definierades som småort av SCB vid avgränsningarna åren 1990 och 1995.